# 碾垭乡
碾垭乡，是中华人民共和国四川省南充市南部县曾经下辖的一个乡。2019年10月，撤销碾垭乡，将其所属行政区域划归建兴镇管辖。

## 行政区划
碾垭乡撤销前下辖以下地区：
贾家嘴村、王家祠村、百门寺村、神皇庙村、刘三坝村、兴龙庵村、水观音村、傅家庙村、金龟庵村、龙王坝村、佛祖沟村、南龛寺村、金龙庵村、石牛山村、新桥观村和马头庙村。